# 卫无忌
孝女卫氏（?—?），字无忌，唐朝绛州夏县（今山西省夏县）人。
她的父亲被同乡卫长则所杀。卫无忌当时才六岁，母亲改嫁，她也没有兄弟。她长大后，立志报父仇。卫无忌的从伯父设宴请客，卫长则当时也在坐，卫无忌拿起砖头将他打死。于是到官府自首，称父亲的冤仇既报，接受刑戮。巡察大使、黄门侍郎褚遂良将这件事上报，唐太宗嘉赏她的孝烈，特令免其罪，提供驿乘让她迁居雍州，赐田宅，令州县以礼将她嫁人。

## 延伸阅读
[在维基数据编辑]
 《舊唐書·卷193》，出自刘昫《舊唐書》